# Maxus (Raumfahrtprogramm)

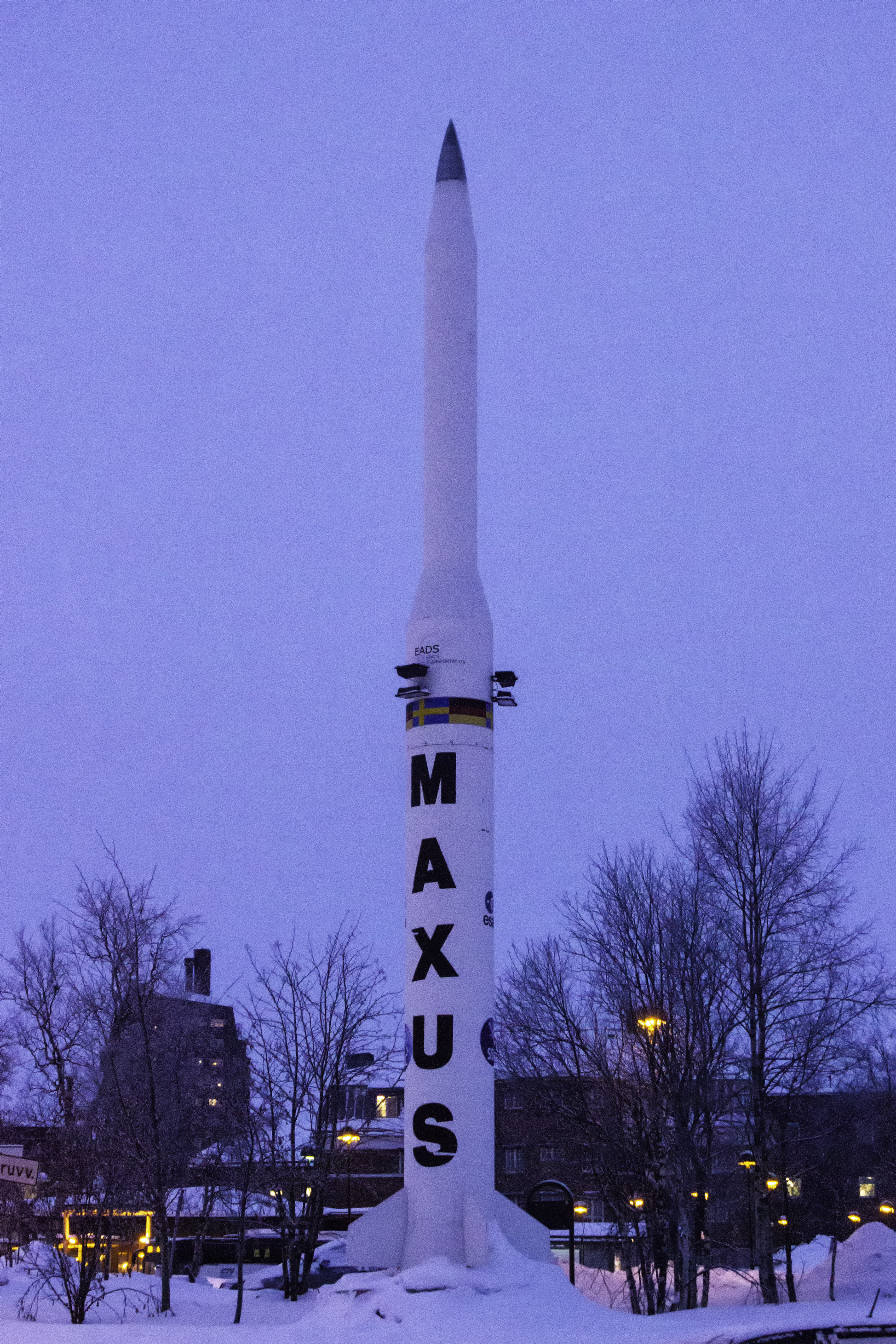

Das Programm MAXUS ist ein Joint Venture zwischen Astrium und der Swedish Space Corporation für Materialuntersuchungen unter Bedingungen von Mikrogravitation. Hierfür wird eine entsprechende Nutzlast mit einer Castor-4B-Höhenforschungsrakete vom Esrange-Raketenstartplatz in Schweden gestartet. Alle MAXUS-Starts wurden mit Unterstützung der Mobilen Raketenbasis des Deutschen Zentrums für Luft- und Raumfahrt (DLR) durchgeführt.
Mit Maxus können Untersuchungen in bis zu zwölf Minuten und 40 Sekunden dauernder Mikrogravitation durchgeführt werden während sich die Kapsel im freien Fall befindet.
Die 1,02 Meter durchmessende und 15,50 Meter lange Rakete hat eine Startmasse von 12.300 kg. Mit ihrem Startschub von 450 kN kann sie bis zu 720 kg Nutzlast auf eine Gipfelhöhe von 850 km bringen. Die Nutzlast jeder Kapsel besteht aus bis zu acht unterschiedlichen Experimenten. Die Kapsel kann nach dem Wiedereintritt geborgen und wiederverwendet werden.

## Startliste
| Datum             | Startort | Rakete    | Mission  | Ergebnisse                    |
| ----------------- | -------- | --------- | -------- | ----------------------------- |
| 8. Mai 1991       | Esrange  | Castor 4B | MAXUS 1  | Teilerfolg, Gipfelhöhe 154 km |
| 8. November 1992  | Esrange  | Castor 4B | MAXUS 1B | Erfolg, Gipfelhöhe 717 km     |
| 29. November 1995 | Esrange  | Castor 4B | MAXUS 2  | Erfolg, Gipfelhöhe 706 km     |
| 24. November 1998 | Esrange  | Castor 4B | MAXUS 3  | Erfolg, Gipfelhöhe 713 km     |
| 29. April 2001    | Esrange  | Castor 4B | MAXUS 4  | Erfolg                        |
| 1. April 2003     | Esrange  | Castor 4B | MAXUS 5  | Erfolg                        |
| 22. November 2004 | Esrange  | Castor 4B | MAXUS 6  | Erfolg                        |
| 2. Mai 2006       | Esrange  | Castor 4B | MAXUS 7  | Erfolg                        |
| 26. März 2010     | Esrange  | Castor 4B | MAXUS 8  | Erfolg                        |
| 7. April 2017     | Esrange  | Castor 4B | MAXUS 9  | Erfolg                        |